# Canton de Bourgoin-Jallieu-Sud
Pour les articles homonymes, voir Bourgoin.
Le canton de Bourgoin-Jallieu-Sud est une ancienne division administrative française située dans le département de l'Isère et la région Rhône-Alpes.

## Géographie
Ce canton était organisé autour de Bourgoin-Jallieu dans l'arrondissement de La Tour-du-Pin. Son altitude variait de 215 m (Bourgoin-Jallieu) à 644 m (Châteauvilain) pour une altitude moyenne de 362 m.

## Histoire
Le canton de Bourgoin-Jallieu-Sud a été créé par le décret du 24 janvier 1985 scindant en deux le canton de Bourgoin-Jallieu.
Il est agrandi aux dépens du canton de L'Isle-d'Abeau par le décret du 26 février 1997 lui rattachant la commune de Saint-Alban-de-Roche.
Il est supprimé lors du redécoupage cantonal de 2014 par le décret du 18 février 2014.

## Administration
| Période | Période | Identité         | Étiquette | Qualité |
| ------- | ------- | ---------------- | --------- | --- |
| 1985    | 1998    | Pierre Grataloup | DVD       | Notaire Maire de Saint-Chef (1953-2001) Ancien conseiller général du canton de Bourgoin-Jallieu                              |
| 1998    | 2004    | Edmond Roy       | PS        | Ancien chef d'entreprise Maire de Bourgoin-Jallieu (1989-2001)                                                               |
| 2004    | 2015    | Alain Cottalorda | PS        | Urbaniste Maire de Bourgoin-Jallieu (2001-2014) Président du Conseil Général (juin 2014-2015) (remplacement d'André Vallini) |

## Composition
Lors de sa disparition, le canton de Bourgoin-Jallieu-Sud regroupait 11 communes entières et la portion de Bourgoin-Jallieu non comprise dans le canton de Bourgoin-Jallieu-Nord :
| Nom                          | Code Insee | Intercommunalité    | Population (dernière pop. légale)               |
| ---------------------------- | ---------- | ------------------- | ----------------------------------------------- |
| Bourgoin-Jallieu (chef-lieu) | 38053      | CA Porte de l'Isère | Fraction : 12 680(2012) Commune : 27 366 (2014) |
| Badinières                   | 38024      | CA Porte de l'Isère | 610 (2012)                                      |
| Châteauvilain                | 38091      | CA Porte de l'Isère | 692 (2014)                                      |
| Crachier                     | 38136      | CA Porte de l'Isère | 486 (2014)                                      |
| Domarin                      | 38149      | CA Porte de l'Isère | 1 503 (2014)                                    |
| Les Éparres                  | 38156      | CA Porte de l'Isère | 965 (2014)                                      |
| Maubec                       | 38223      | CA Porte de l'Isère | 1 697 (2014)                                    |
| Meyrié                       | 38230      | CA Porte de l'Isère | 1 039 (2014)                                    |
| Nivolas-Vermelle             | 38276      | CA Porte de l'Isère | 2 493 (2014)                                    |
| Saint-Alban-de-Roche         | 38352      | CA Porte de l'Isère | 1 908 (2014)                                    |
| Sérézin-de-la-Tour           | 38481      | CA Porte de l'Isère | 988 (2014)                                      |
| Succieu                      | 38498      | CA Porte de l'Isère | 723 (2014)                                      |

## Démographie
| 1990   | 1999   | 2006   | 2011   | 2012   |
| ------ | ------ | ------ | ------ | ------ |
| 20 838 | 21 766 | 23 670 | 24 910 | 25 388 |